# Europäische Ökumenische Begegnung
Europäische Ökumenische Begegnungen sind gemeinsame Tagungen der Konferenz Europäischer Kirchen (KEK) und des Rates der Europäischen Bischofskonferenzen (CCEE). Teilnehmer sind auf Seiten der KEK die Mitglieder des Zentralausschusses (bis 1992: Präsidium und Beratender Ausschuss), auf Seiten des CCEE Delegierte der Bischofskonferenzen, wobei auf beiden Seiten zusätzliche Gäste teilgenommen haben.
Eine Reihe von fünf Europäischen Ökumenischen Begegnungen fand in den Jahren 1978 bis 1991 statt. Begegnungen mit vergleichbarem Charakter fanden auch 1995 und 2001 wieder statt, ohne allerdings von den Veranstaltern als sechste und siebte Europäische Ökumenische Begegnung gezählt zu werden.

## Chantilly 1978
Die erste Europäische Ökumenische Begegnung fand vom 10. bis 13. April 1978 im französischen Chantilly statt. Das Thema lautete „Eins sein, ‚damit die Welt glaube‘“.

## Lögumkloster 1981
Im dänischen Løgumkloster wurde vom 16. bis 20. November 1981 die zweite Europäische Ökumenische Begegnung unter dem Thema „Berufen zu einer Hoffnung“ durchgeführt.

## Riva del Garda 1984
Unter dem Thema Gemeinsam den Glauben bekennen – Quelle der Hoffnung beschäftigte sich die dritte Europäische Ökumenische Begegnung mit dem ökumenischen Verständnis des Nicäno-Konstantinopolitanischen Glaubensbekenntnisses. Die Begegnung tagte vom 3. bis 8. Oktober in Riva del Garda, nahe Trient, Italien.

## Erfurt 1988
Vom 28. September bis 2. Oktober 1988 fand die vierte Europäische Ökumenische Begegnung in der damaligen Deutschen Demokratischen Republik, in Erfurt statt. Das Thema lautete „Dein Reich komme“. Diese Begegnung war die letzte vor der ersten Europäischen Ökumenischen Versammlung von 1989 in Basel.

## Santiago de Compostela 1991
Im spanischen Pilgerort Santiago de Compostela fand vom 13. bis 17. November 1991 die fünfte Europäische Ökumenische Begegnung statt. Sie beschäftigte sich mit dem Thema „‚Auf dein Wort‘ - Mission und Evangelisierung in Europa heute“.

## Assisi 1995
Im Jahr 1995  führten der Zentralausschuss der Konferenz Europäischer Kirchen und der Rat der Europäischen Bischofskonferenzen ihre jährliche Tagung gleichzeitig in Assisi durch. Zeitweise tagten sie gemeinsam; anlässlich dieser Begegnung wurde die offizielle Einladung zur Zweiten Europäischen Ökumenischen Versammlung für 1997 nach Graz ausgesprochen.

## Strassburg 2001
Da im Jahr 2001 das Osterdatum in Ost- und Westkirche auf den gleichen Termin fiel, haben KEK und CCEE in der Woche nach Ostern zu einer Europäischen Ökumenischen Begegnung eingeladen. Erstmals nahmen neben den einhundert kirchenleitenden Persönlichkeiten aus den Leitungsgremien von KEK und CCEE auch die gleiche Anzahl Jugendlicher teil; dies sollte die Zukunftsperspektive der Ökumene in Europa zum Anfang des dritten Jahrtausends zum Ausdruck bringen. Anlässlich dieser Begegnung wurde von den Präsidenten von KEK und CCEE die Charta oecumenica unterschrieben.